# Hypopyra mixtipicta
Hypopyra mixtipicta är en fjärilsart som beskrevs av Embrik Strand 1914. Hypopyra mixtipicta ingår i släktet Hypopyra och familjen nattflyn. Inga underarter finns listade i Catalogue of Life.